# Virtual private server
Virtual private server (VPS) – podział maszyny, jaką jest serwer, na kilka mniejszych, wirtualnych.
Do zarządzania VPS-ami najczęściej wykorzystuje się oprogramowanie Proxmox, Xen, Hyper-V, VMware, Virtuozzo, OpenVZ.

## Podział zasobów
Przydział zasobów zależy od administratora serwera. W przypadku wirtualizacji KVM, w przeciwieństwie do OpenVZ – zazwyczaj przydziela się zasoby gwarantowane, zasoby sprzętowe do których VPS musi mieć dostęp zawsze, oraz te, które mogą być osiągnięte chwilowo, gdy serwer nie jest obciążony. W większości przypadków, w wirtualizacji VPS KVM – gwarancja dostępności zasobów nie dotyczy łącza internetowego, które może być udostępniane wraz z innymi użytkownikami hostingu (tzw. shared port). Należy również pamiętać, że w przypadku wirtualizacji KVM może zachodzić zjawisko memory swapping (Plik wymiany) – a w tym wypadku, dokładniej (Partycja wymiany) – do tego coraz częstszym zjawiskiem na hostingach oferujących VPS za tanie kwoty, jest destabilizacja infrastruktury – czy też ograniczenie zasobów, np. limitu zużycia procesora do 50%.

## Destabilizacja infrastruktury
Istnieje wiele metod wykrycia destabilizacji infrastruktury serwera wirtualnego, między innymi poprzez monitoring wydajności serwera, czy też zwykłe porównanie wydzielonych zasobów serwera z wydajnością fizycznego procesora, natomiast wykrycie zjawiska memory swapping (Plik wymiany) może być o wiele trudniejsze, a jest to spowodowane między innymi faktem, iż serwer rzekomo posiada gwarantowane zasoby, których wydajność stopniowo, coraz bardziej spada dopiero po osiągnięciu pewnego progu możliwości – którego zazwyczaj nie możemy dokładnie określić, ze względu na fakt, iż jeden serwer można rozdzielić na wiele innych, wirtualnych. Zazwyczaj destabilizacja infrastruktury zachodzi w sposób świadomy dla usługodawcy, ale niekoniecznie dla klienta. Przez usługodawcę, który np. wykorzystuje sporą ilość pamięci pliku wymiany zamiast fizycznej pamięci RAM – klient zazwyczaj orientuje się, gdy powyżej pewnego progu podzespołów serwer zaczyna notować spadki wydajności.

## Ograniczenia
Do głównych ograniczeń należy zależność od stanu głównej maszyny (jeśli główna maszyna nie działa, nie działa żaden z VPS-ów). W przypadku niektórych rozwiązań (np. OpenVZ) nie ma dostępu do kompilacji jądra systemu operacyjnego. Ta funkcja na VPS z rozwiązaniem o nazwie XEN bardzo poszerza możliwości administracyjne VPS-a. U większości firm hostingowych można na tym rodzaju VPX (XEN) ustalić też własną pamięć wymiany.